# Могроб
Могроб — село в Чародинском районе Дагестана, в 15 км к югу от с. Цуриб. Входит в состав муниципального образования «Сельсовет Дусрахский ».

## Географическое положение
Расположено на р. Рисор (бассейн р. Каракойсу).

## Население
| 1869 | 1888 | 1895 | 1926 | 1939 | 1970 | 1989 |
| ---- | ---- | ---- | ---- | ---- | ---- | ---- |
| 124  | ↘110 | ↘109 | ↘90  | ↗126 | ↘73  | ↘4   |
| 2002 | 2010 | 2021 |      |      |      |      |
| ↗9   | ↗15  | ↘13  |      |      |      |      |